# Moa (kommunhuvudort)
Moa är en kommunhuvudort i Kuba. Den ligger i provinsen Provincia de Holguín, i den östra delen av landet, 800 km öster om huvudstaden Havanna. Moa ligger 36 meter över havet och antalet invånare är 92 852.
Terrängen runt Moa är platt åt nordost, men åt sydväst är den kuperad. Havet är nära Moa åt nordost. Runt Moa är det ganska tätbefolkat, med 120 invånare per kvadratkilometer. Det finns inga andra samhällen i närheten. 